# Dick Morris

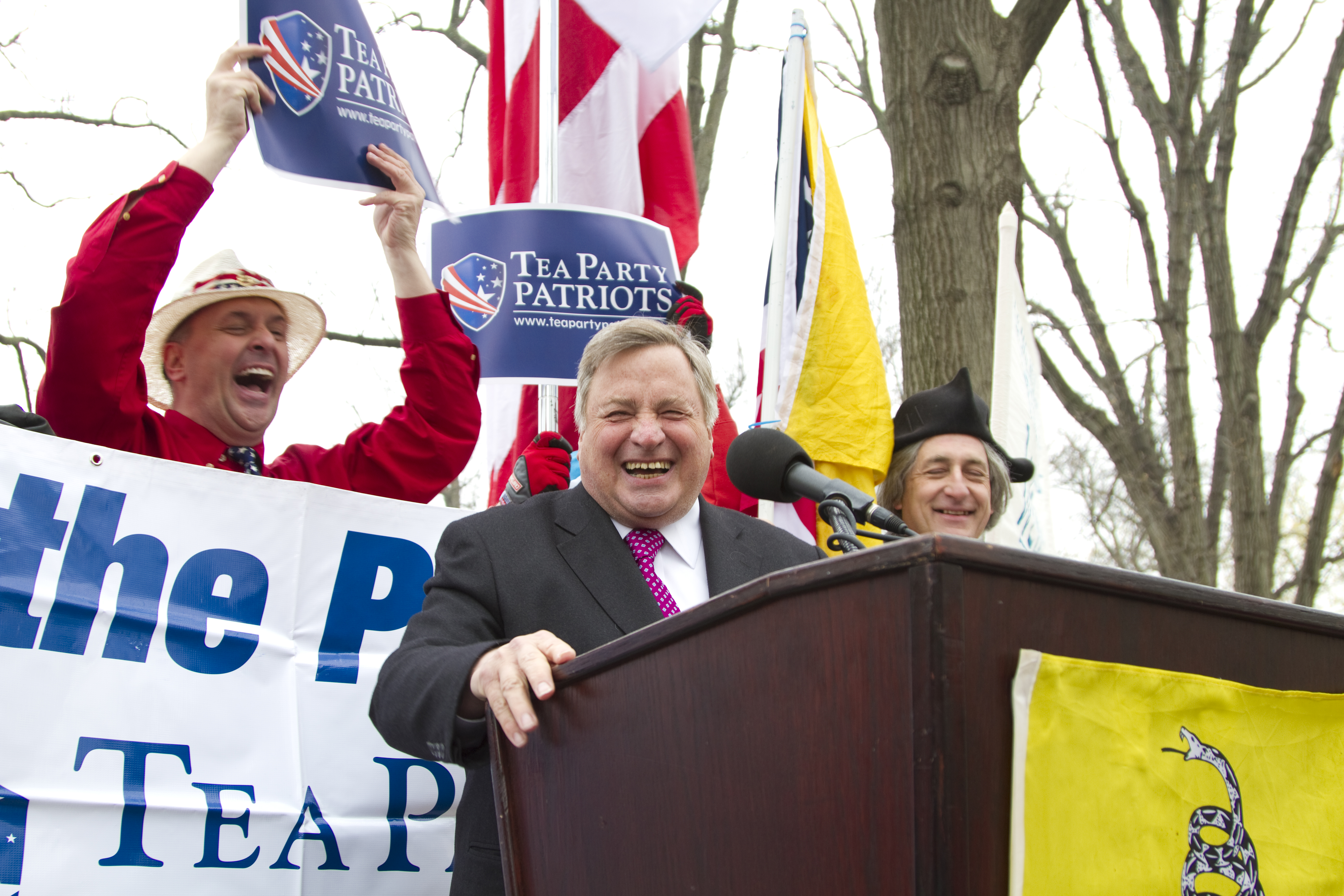
Dick Morris (2011)

Richard S. „Dick“ Morris (* 28. November 1948 in New York City) ist ein US-amerikanischer Polit-Berater und Spin-Doctor. Morris wurde vor allem bekannt als Berater von Bill Clinton während dessen Zeit als Gouverneur von Arkansas in den 1970er Jahren und als US-Präsident in den 1990er Jahren.

## Leben und Wirken

### Ausbildung und Anfänge als Politberater
In seiner Jugend besuchte Morris die Stuyvesant High School in New York City. Von 1964 bis 1967 studierte er an der Columbia University, die er mit einem Bachelor-Abschluss verließ.
1970 begann Morris als politischer Berater und professioneller Wahlkampf-Stratege zu arbeiten. Ein erstes größeres Engagement erhielt er als Mitarbeiter des Wahlkampfteams von Richard Gottfried, als dieser 1970 für das Staatsparlament von New York kandidierte.

### Arbeit für die Clintons (1978 bis 1996)
1978 begann Morris als Spin Doctor für Bill Clinton zu arbeiten, der sich in diesem Jahr erstmals erfolgreich um das Amt des Gouverneurs des US-Bundesstaates Arkansas bewarb.
Nachdem Clintons Demokratische Partei bei den Halbzeitwahlen des Jahres 1994 eine schwere Niederlage einstecken musste – die Republikaner konnten sowohl im Repräsentantenhaus als auch im Senat die Mehrheit erringen – wandte er sich an Morris als Strategen eines politischen Kurswechsels. Morris überzeugte Clinton davon, seinen – von vielen Amerikanern als zu links-orientiert empfundenen – politischen Kurs der Jahre 1993 und 1994 aufzugeben und stattdessen eine Strategie des dritten Weges einzuschlagen, bei der er traditionell demokratische und republikanische Themen, Lösungsansätze und Sprachregelungen miteinander vermengte, um einen möglichst großen Anteil der Bevölkerung hinter sich zu vereinigen. Von Anfang 1995 bis August 1996 fungierte Morris als Wahlkampfmanager und leitender Stratege der Wiederwahlkampagne für Clinton und seinen Vizepräsidenten Al Gore. Clintons Kommunikationsdirektor George Stephanopoulos erklärte später, dass es in den ersten neun Monaten des Jahres 1995 niemanden gegeben hätte, der einen größeren Einfluss auf den Präsidenten hatte. 

### Skandal und Entlassung
Einige Wochen vor der Präsidentschaftswahl im November 1996, bei der Clinton einen deutlichen Sieg verbuchen konnte, musste Morris plötzlich aus dem Wahlkampfteam Clintons ausscheiden, nachdem bekannt geworden war, dass er regelmäßig Umgang mit einer Prostituierten gehabt und dieser gestattet hatte, seine streng vertraulichen Telefongespräche mit dem Präsidenten mitzuhören. Zu dieser Zeit wurde Morris die bis heute einzige Person, die auf zwei direkt aufeinanderfolgenden Titelblättern des Magazins Time zu sehen war: Auf dem Titelbild der Ausgabe vom 2. September 1996, bevor der Prostitutions-Skandal bekannt geworden war, wurde er auf dem Titelblatt als „The Man who has Clinton's Ear“ herausgestellt, während die folgende Ausgabe sich unter der Schlagzeile „The Morris Mess. After the Fall“ mit dem Skandal befasste.
In den Jahren seither ist Morris als zunehmend aggressiver Kritiker der demokratischen Partei, der Clintons und zumal Hillary Clintons hervorgetreten. Als „Gegendarstellung“ zu Hillary Clintons Autobiographie „Living History“ publizierte er das Buch „Rewriting History“, in dem er Clinton irreführender Darstellungen bezichtigte und ihren angeblichen Lügen und Falschdarstellungen vermeintliche „Wahrheiten“ entgegenstellte. Seiner Clinton-kritischen Linie treu bleibend erklärte er 2008, dass er im Falle einer Wahl Clintons zur Präsidentin das Land verlassen würde. In dem aufgrund eines Rechtsstreits bislang unveröffentlicht gebliebenen Film Hillary the Movie trat Morris in verschiedenen Sequenzen als scharfer Kritiker Hillary Clintons auf, der behauptet, aufgrund seiner Zeit hinter den Kulissen der Clinton-Regierung die „wahre“ Clinton zu kennen, die nichts mit der netten Person gemein habe, die sie nach außen zu sein vorgebe, sondern die tatsächlich eine manipulative, kalte und machtbesessene Frau sei.

### Aktivitäten in jüngerer Vergangenheit (seit 1997)
Auch außerhalb der Vereinigten Staaten hat Morris seit seiner Entlassung durch Bill Clinton an verschiedenen Wahlkämpfen als Berater und Stratege teilgenommen. So arbeitete er für Fernando de la Rúa in Argentinien, für Vicente Fox in Mexiko, für Wiktor Juschtschenko in der Ukraine und für Raila Odinga in Kenia.
Gegenwärtig schreibt Morris eine wöchentliche Kolumne für die New York Post sowie in unregelmäßigen Abständen Kolumnen und Blogs für die Druck- und die Online-Ausgabe der Zeitschrift The Hill. Des Weiteren tritt er regelmäßig als Kommentator in Sendungen des rechtskonservativen Nachrichtensenders Fox News Channel auf, wie den Shows von Sean Hannity und Bill O’Reilly. Besonders häufig wird Morris bei diesen Auftritten über seine Einschätzung bezüglich des Ausgangs bevorstehender wichtiger Wahlen in den USA und den Erfolgsaussichten verschiedener Kandidaten befragt. So wird er insbesondere über Prognosen des Ausgangs von Rennen um Gouverneurs-, Senats- oder Kongresssitze befragt; allerdings genießt seine Einschätzung bei Meinungsforschern nur sehr geringe Reputation, da Morris dazu neigt, stets einseitige Vorhersagen im Sinne der Republikaner zu machen. Vor allem seine nur Tage vor den Präsidentschaftswahlen 2012 getätigte Aussage, Mitt Romney werde ohne jeden Zweifel einen "Erdrutschsieg" über Obama erringen, brachte ihm nach Obamas Wahlerfolg allenthalben Spott ein.
Bereits seit dem Frühjahr 2009 hat Morris sich als lautstarker Kritiker von Präsident Obama hervorgetan. Insbesondere die Gesundheitsreform der Obama-Regierung versuchte er durch Internet-Kampagnen und ähnliche Anstrengungen, die Front der Gegner der Reform zu organisieren, zu Fall zu bringen. Ähnlich wie andere rechte Moderatoren wie Glenn Beck unterstellte er Obama von Anfang an, geheime Pläne zu verfolgen, um die USA in einer "sozialistische" Diktatur zu verwandeln.
Zusammen mit seiner Ehefrau Eileen McGann betreibt Morris seit 2008 die Website www.vote.com, eine nicht-wissenschaftliche Platform für "Meinungsforschung". Daneben ist Morris nach wie vor als Consultant tätig: Im Jahr 2010 arbeitete er für Christy Mihos, einen republikanischen Bewerber für das Amt des Gouverneurs von Massachusetts, in dessen Wahlkampf-Team er die Bereiche Strategie, Meinungsforschung und Werbung leitete.

## Privatleben
Morris ist seit den 1970er Jahren mit Eileen McGann verheiratet, die auch Co-Autorin zahlreicher seiner Bücher ist. Trotz mehrerer außerehelicher Affären blieb sie an seiner Seite.
In den letzten Jahren ist Morris außerdem durch seine Probleme mit den amerikanischen Steuerbehörden aufgefallen. Der Staat Connecticut macht auf seiner Internetliste der Steuersünder Steuerschulden in Höhe von 280.000 Dollar bzw. eine Gesamtsumme von 452.367 in unbezahlten Steuern und Gebühren gegen Morris geltend.

## Bücher
- Behind the Oval Office. Winning the Presidency in the Nineties, 1997.
- Because he Could, 2000.
- Rewriting History, 2004.
- Condi vs. Hillary. The Next Great Presidential Race, 2006.
- Catastrophe, 2009.